# Пирогов Максим Андрійович
Максим Андрійович Пирогов (нар. 30 грудня 1996, Троїцьке, Біляївський район, Одеська область, Україна) — український футболіст, півзахисник литовського клубу «Судува».

## Життєпис

### Початок кар'єри
Футболом розпочав займатися у ДЮСШ селища Овідіополь, а також в одеській ДЮСШ-11. 2015 року приєднався до клубу «Уманьферммаш», разом із яким виступав у чемпіонаті Черкаської області. У лютому 2016 року перейшов до німецького клубу «Герренгоссерштедт». Потім представляв такі литовські клуби як «Таурас» та «Пакруоїс». У серпні 2019 року став гравцем емзелівського «Айнтрахту».

### «Динамо-Авто»
На початку 2020 року футболіст приєднався до молдовського клубу «Динамо-Авто». Дебютував за клуб 3 липня 2020 року в матчі проти клубу «Флорешти», в якому вийшов у стартовому складі та відзначився своїм першим голом. Футболіст швидко закріпився в основній команді клубу, став одним із ключових гравців. У серпні 2020 року разом із клубом вирушив на кваліфікаційний матч Ліги Європи УЄФА проти латвійського клубу «Вентспілс», але український футболіст залишився на лаві запасних. У матчі-відповіді 18 вересня 2020 проти клубу «Флорешти» відзначився дублем з результативних передач. У січні 2021 року залишив молдовський клуб.

### «Кривбас»
У березні 2021 року приєднався до криворізького «Кривбасу». Дебютував за клуб 19 березня 2021 року у матчі проти черкаського «Дніпра», в якому вийшов у стартовому складі. Швидко закріпився в основній команді клубу. За підсумком сезону разом із клубом став срібним призером групи Б Другої ліги й вийшов у Першу лігу. Максим зміг відзначитись за клуб 2 результативними передачами.

#### Оренда в «Сфинтул Георге»
Влітку 2021 року готувався до нового сезону з українським клубом. У вересні 2021 року відправився в оренду до молдовського клубу «Сфинтул Георге». Дебютував за клуб 17 вересня 2021 року у матчі проти «Бєльців», в якому вийшов на заміну на 67-й хвилині. Зіграв 7 матчів у всіх турнірах, результативними діями не відзначишся, й у грудні 2021 року після закінчення терміну дії орендної угоди залишив молдовський клуб. У лютому 2022 року залишив «Кривбас».

### «Джюгас»
Наприкінці лютого 2022 року перейшов до литовського клубу «Джюгас». Дебютував за клуб 20 березня 2022 року у матчі проти «Паневежиса», в якому вийшов на поле у стартовому складі. Незабаром зміг закріпитись в основній команді литовського клубу. Першою результативною дією за клуб відзначився 26 червня 2022 року в матчі проти «Йонави», в якому віддав гольову передачу. За підсумком сезону разом із клубом посів передостаннє місце у турнірній таблиці та вирушив у стикові матчі за збереження прописки у чемпіонаті. У першому матчі 27 листопада 2022 року проти «Нептунаса» відзначився результативною передачею. У стиковому матчі-відповіді 30 листопада 2022 року разом з клубом також виявився сильнішим і залишився у вищому литовському дивізіоні. Максим за сезон відзначився п'ятьма результативними передачами.

### «Судува»
У січні 2023 року футболіст тренувався з литовським клубом «Судува», з яким незабаром уклав контракт до завершення сезону. Дебютував за клуб 4 березня 2023 року в матчі проти «Кауно Жальгіріс», в якому вийшов у стартовому складі та відзначився своїм першим забитим м'ячем.